# بيرك أتان
بيرك أتان (بالتركية: Berk Atan)‏ هو ممثل وعارض أزياء تركي ولد بمحافظة إزمير في 26 سبتمبر 1991. شارك في مسابقة أفضل عارض ازياء تركي في 2011 وحصل على لقب "المستقبل الموعود"، وفي السنة الموالية شارك في نفس المسابقة وفاز بالمركز الأول. في سنة 2015 شارك بيرك في المسلسل الشبابي والدرامي بنات الشمس الذي نشر شهرته في تركيا والعالم العربي بدور سافاش مرتوغلو. بعد ذلك قام ببطولة مسلسل تحمل يا قلبي لكن المسلسل توقف بعد عرض 13 حلقة منه بسبب انخفاض الرايتنج. أمّا عن حياته الشخصية فإن بعض الإشاعات تقول أنه على علاقة مع شريكته في مسلسل بنات الشمس الممثلة بورجو أوزبيرك ولكنهما دائما ما ينفيان ذلك قائلين أنهما أصدقاء فقط.[بحاجة لمصدر].